# Shinsengumi
De Shinsengumi (新撰組) was een speciale politiemacht op het einde van het Tokugawa-shogunaat.

## Inleiding

### Etymologie
De naam "Shinsengumi" betekent zoveel als "de groep van de nieuwgekozenen". "Shinsen" betekent "zij die nieuw gekozen worden" en "gumi" betekent "groep, divisie, squad of team". Er is nog een synoniem voorhanden : Miburō. Deze naam werd gekozen omdat hun hoofdkwartier zich bevond in Mibu, het andere deel, rō, komt van het woord ronin, samurai zonder meester.

### Historische Achtergrond
Nadat Japan toegegeven had onder de Westerse druk om de deuren te openen voor het buitenland, groeide het negatieve sentiment tegen het Tokugawa-shogunaat, het Bakufu, zeer snel. De bevolking wilde de keizer terug op de troon zetten, en hem de macht van weleer teruggeven, voor de komst van de shoguns. Deze beweging noemt men de Sonno-joi beweging : "Verdrijf de barbaren, trouw aan de keizer". Vele samurai verlieten hun han en trokken naar Kyoto om zich daar bij een van de revolutionaire bewegingen te voegen. Hun han verlaten was niet zo gemakkelijk - eens je eruit wegtrok, kon je nooit meer terugkomen. Velen kwamen naar Kyoto, maar vonden enkel weinig georganiseerde bendes. Maar ze wilden wel allemaal hetzelfde : Op één of andere manier Japan verdedigen.

### Ontstaan
In het district Tama, dicht bij Edo (Tokio) was een kenjutsu dojo genaamd Shieikan, waar de "Tennen Rishin" stijl (Tennen Rishin Ryuu) werd beoefend. De leider van de dojo was Kondō Isami, en onder zijn leerlingen bevonden zich Hijikata Toshizō, Okita Sōji en Inoue Genzaburō. Zij zouden later tot de belangrijkste leden van de Shinsengumi horen (zie verder). Er waren ook veel bezoekers in de dojo, zoals Yamanami Keisuke, Harada Sanosuke en Nagakura Shinpachi. Zij waren geen studenten, maar kwamen gewoon om een maaltijd te gebruiken. Toen Kondō en Hijikata vernamen wat er in Kioto gaande was, gingen ze naar Kioto met alle bovengenoemden. Bij aankomst in Kioto, werden ze door toedoen van Matsudaira Katamori, de Daimyō van Aizu tot Beschermers van Kioto benoemd. Nadat hun leider Kiyokawa Hachirō was vermoord, wilde Kondō het Bakufu blijven steunen, en richtte aldus de Shinsengumi op. Op dat moment werd er ook gekozen voor Makoto (Sincerity, Eerlijkheid) als symbool op de vlag.

## Regels
De regels van de Shinsengumi zijn (hoogstwaarschijnlijk) geschreven door Toshizō Hijikata. Ze bevat 5 artikelen :
1. De Samurai-code (Bushidō) strikt volgen.
2. Verboden vrijwillig uit de Shinsengumi stappen.
3. Verboden op eigen houtje geld te verdienen, of jezelf te verrijken.
4. Verboden mee te doen aan andermans illegale praktijken, of zelf iets onwettelijks te doen.
5. Verboden eigen vete's uit te vechten onder de Shinsengumivlag.

De enige straf op een inbreuk op gelijk welk van deze 5 artikelen was seppuku (harakiri) : Rituele zelfmoord.
Er waren aanvullende regels, hier de prominentste :
- Als de leider van een unit (divisie, er waren er 10, zie verder) dodelijk gewond geraakt in een gevecht, is iedereen genoodzaakt tot de dood te vechten.
- Zelfs na een gevecht met zeer veel doden is het verboden de lijken van de gesneuvelden mee te nemen, tenzij het lichaam van de leider.
- Wanneer een lid van de Shinsengumi een gevecht aangaat, en hij kan de vijand niet doden, maar slechts verwonden, en de vijand heeft de kans om weg te vluchten, rest er het lid slechts één uitweg : seppuku.

## Hiërarchie

### Voor het Ikedaya-incident
- Commandants : Serizawa Kamo, Kondō Isami, Niimi Nishiki
- Vice Commandants : Hijikata Toshizō, Yamanami Keisuke

### Na het Ikedaya-incident
- Commandant : Kondō Isami (近藤勇)
- Vice Commandants : Hijikata Toshizō (土方歳三), Yamanami Keisuke (山南敬助)
- Militair Adviseur : Kashitarō Itō

Er werden 10 divisies gevormd, met elk een kapitein aan het hoofd :
- 1. Okita Sōji (沖田総司)
- 2. Nagakura Shinpachi　(永倉新八)
- 3. Saitō Hajime (斎藤一) (In zijn leven na de Shinsengumi, nam hij de naam Fujita Gorō (藤田五郎) aan)
- 4. Matsubara Chūji (松原忠司)
- 5. Takeda Kanryūsai (武田観柳斎)
- 6. Inoue Genzaburō (井上源三郎)
- 7. Tani Sanjūrō (谷三十郎)
- 8. Tōdō Heisuke (藤堂平助)
- 9. Suzuki Mikisaburō (鈴木三樹三郎)
- 10. Harada Sanosuke (原田左之助)

## Ontwikkelingen

### Interne strubbelingen
Serizawa Kamo was bij het ontstaan van de Shinsengumi de belangrijkste man binnen de groep. Na het oprichten van de groep, samen met Kondō Isami en Niimi Nishiki, nam hij de touwtjes in handen. Een belangrijke levensles van die tijd was dat je overleeft als je sterk bent, maar ten onder zult gaan als je zwak bent. In het geval van Serizawa was dit zeker waar. Hij was bekend om zijn bezoeken aan bordelen, het nodeloos doden van mensen en zijn alcoholische escapades. Hij praatte zijn eigen acties steeds goed, hij was immers "de kapitein van de Shinsengumi". Dit is de oorsprong van de naam "Wolven van Mibu" (zie 1.1 Etymologie). Toen hij een prostitué uitnodigde in de vertrekken van de Shinsengumi was de maat voor Kondō en Hijikata vol, gezien de strenge eercode van de samurai.
Op een reis naar Kioto brak er brand uit in de herberg waar ze overnachtten. Kondō nam de volledige verantwoordelijkheid op zich, en Niimi en Serazawa spraken hem er voortdurend over aan. De waarheid kwam later aan het licht, door onderzoek van Hijikata : Niimi en Serazawa vroegen, gezien hun status, een prijsverlaging, naast allerlei speciale luxueuze behandelingen. Toen niet werd voldaan aan hun vraag, vuurden ze het kanon dat de groep steeds bij had af in de herberg. Hijikata verzamelde genoeg bewijzen om Niimi seppuku te laten plegen. Na deze gebeurtenis werden de spanningen tussen de losbandige Serizawa en Kondō nog intenser. Uiteindelijk werd Serizawa vermoord op 18 september 1863 door een speciaal assasinatie team, wat bestond uit Inoue, Yamanami, Tōdō, Harada en Okita.
Na deze interne zuivering stroomden er vele leden toe, maar er vielen er ook af, gewoonlijk door het bevel seppuku te plegen. Ook werd het toegangsexamen aangescherpt, en ook werden de rigide regels opgesteld (zie 2. Regels).

### Taak van de Shinsengumi
De taak van de Shinsengumi bestond er voornamelijk in de straten van Kioto te beveiligen, en de vrede te bewaren. Ze gingen ook na of de mensen die in Kioto rondliepen er niet waren met slechte bedoelingen. Als ze niet onmiddellijk de juiste gegevens konden voorleggen, zoals de naam en de han, liepen ze het risico gedood te worden door de leden van de Shinsengumi. Vandaar het populaire gezegde "In de straten van Kioto vloeide in die tijd elke dag bloed".

### Het Ikedaya-incident
Het Ikedaya-incident (池田屋事件 - Ikedaya Jiken) is voor de Shinsengumi een belangrijk keerpunt. Het is een incident dat plaatsvond in Kioto in juni 1864 (het 1ste jaar van Genji). De samurai van Chōshu wilden Kioto in brand steken, gezien hun negatieve sentiment ten opzichte van het Bakufu. Ze wilden ook de Aizu clan omverwerpen, de clan die de Shinsengumi hun legitimiteit verleende. De Shinsengumi wisten echter van de plannen van het anti-shogunaat en verijdelden dit plan voor de Ikedaya herberg, waar elke tegenstand werd geëlimineerd. Het belang van dit incident is dat de Shinsengumi op dit moment echt erkend worden als een geduchte tegenstander voor het anti-Bakufu.

### Einde van de Shinsengumi
De Shinsengumi bleef loyaal aan het Bakufu, en zoals de geschiedenis ons leert was deze laatste de verliezende partij in de strijd met de Meiji-regering. Toen het Bakufu in elkaar stortte, werd de Shinsengumi uit Kioto gedreven. Kondō werd gevangengenomen en later onthoofd door de Meiji-regering. Meestal neemt men de dood van Toshizō Hijikata (11 Mei 1869) als formele einde van de Shinsengumi.
Een aantal, waaronder Saitō en Shinpachi, overleefden het uiteenvallen van de groep en zetten hun leven voort. Saitō nam een andere naam aan (Gorō Fujita), en sloot zich aan bij de politie.

## Shinsengumi in fictie
Er zijn veel fictiewerken gemaakt over de Shinsengumi, maar niet altijd even trouw aan de geschiedenis. Sommigen nemen gewoon de historische personen en brouwen er dan hun eigen verhaal omheen, anderen vinden zelfs nieuwe karakters uit en passen die in het historische kader.

### Televisieseries
"Shinsengumi!" is een serie uit 2004, gemaakt door de Japanse televisiezender NHK. Het is een drama dat een beeld geeft van de historische Shinsengumi.

### Speelfilm
In 2003 werd er een film gemaakt die in de Westerse wereld de naam "When the Last Sword is Drawn" meekreeg. In het Japans is de titel echter "Mibu Gishiden". De film gaat over een samoerai die geen geld meer kan binnenbrengen voor zijn gezin en dan besluit om bij de bekende groep Shinsengumi te gaan, om op die manier geld te verdienen.

### Anime
De bekende anime "Rurouni Kenshin" (Samurai X) handelt evenwel niet over de Shinsengumi zelf, maar bevat een karakter van de Shinsengumi. Saitō Hajime (Gorō Fujita) speelt er na het einde van de Shinsengumi een belangrijke rol in. Hij is eerst de rivaal van het hoofdpersonage Himura Kenshin, aangezien de Shinsengumi eerst een apparaat waren van het Bakufu, en Himura Kenshin een "Hitokiri" was, een hulp van de keizer. Later in de serie worden ze wel (ongemakkelijke) bondgenoten omdat ze dan een gemeenschappelijke vijand hebben : De misnoegde hitokiri Makoto Shishio. De serie telt 95 episodes in het totaal, met daarbij nog eens 2 OVA's die gaan over de geschiedenis van het karakter Kenshin. Verder is er een nog een andere OVA gemaakt die gaat over het omverwerpen van het Bakufu.
Een andere anime is "Hakuouki Shinsengumi Kitan", deze gaat wel over de Shinsengumi zelf, maar is waarschijnlijk niet al te waarheidsgetrouw. Deze telt 22 episodes (exclusief de OVA) en is vooral gefocust op Hijikata Toshizō en een personage: Yukimura Chizuru.

### Videospellen
In het videospel Like A Dragon : Ishin , een spin-off van de Yakuza spellenreeks, kan de speler het verhaal van Saitō Hajime volgen via het hoofdpersonage. De verhaallijn speelt zich af in de Bakamatsu periode tijdens de activiteiten van de Shinsengumi in de stad Kyo.